# Stranglehold (videojoc)
Stranglehold (o John Woo Presents Stranglehold) és un videojoc d'acció en tercera persona actualment sota el desenvolupament de Midway Games (estudi de Chicago) des del 2005, per les consoles de la setena generació (PS3, X360, Wii). És el primer videojoc de Midway a utilitzar el motor Unreal Engine 3, que va ser desenvolupat amb la col·laboració de John Woo. El videojoc ens transporta a Hong Kong i a Chicago.